# Chevrolatella tripunctata
Chevrolatella tripunctata là một loài bọ cánh cứng trong họ Cerambycidae.